# トーマス・ガーティン
トーマス・ガーティン（Thomas Girtin、1775年2月18日 - 1802年11月9日）はイギリスの水彩画家、版画家である。有名な水彩画家、J・M・W・ターナーの友人であり、ライバルであったとされるが27歳で亡くなった。イギリスの水彩画の歴史に重要な人物の一人である。

## 略歴
ロンドンのサザークで、ユグノーを出自とする裕福な実業家の息子に生まれた。父親が亡くなった後、母親はデザイナーと結婚した。風景画家、版画家のトーマス・モルトンが1783年から1789年の間、開いていた美術学校で学び、この学校にはJ・M・W・ターナー(1775-1851)も学んでいた。水彩画家、版画家のエドワード・デイズ（Edward Dayes: 1763-1804）の弟子になるが、デイズとは後に対立することになった。ターナーとは友人でともに版画に手彩色する仕事もした。
1794年からのロイヤル・アカデミー・オブ・アーツの展覧会に出展するようになり、建物や風景を描いた作品は評判を得た。写生旅行でイングランドの北部やウェールズ、コーンウォール、デヴォンなどを訪れた。1799年までにはサザーランド伯爵夫人や美術収集家のジョージ・ボーモント卿といった有力なパトロンの支援を得ることができるようになった。1800年に裕福な金細工師の娘と結婚し、ハイド・パークの近くに住んだ。隣家には有力な画家ポール・サンドビー（Paul Sandby RA: 1731-1809）が住んでいた。この頃は病気がちになり、静養を兼ねてパトロンのカントリー・ハウスに招かれて、絵を描くこともしばしばで、作品は高く売れるようになっていた。1801年末から5カ月半ほどパリに滞在し、スケッチをし、ロンドンに戻った後、版画作品を制作した。1802年にガーティンが亡くなった後、「Twenty Views in Paris and its Environs」として出版された。1802年には高さ5.5m、周長33mのパノラマ画を制作し、ロンドンで公開するなどの活動をしていたが、11月に制作中のアトリエで倒れて、亡くなった。27歳であった。

## 作品

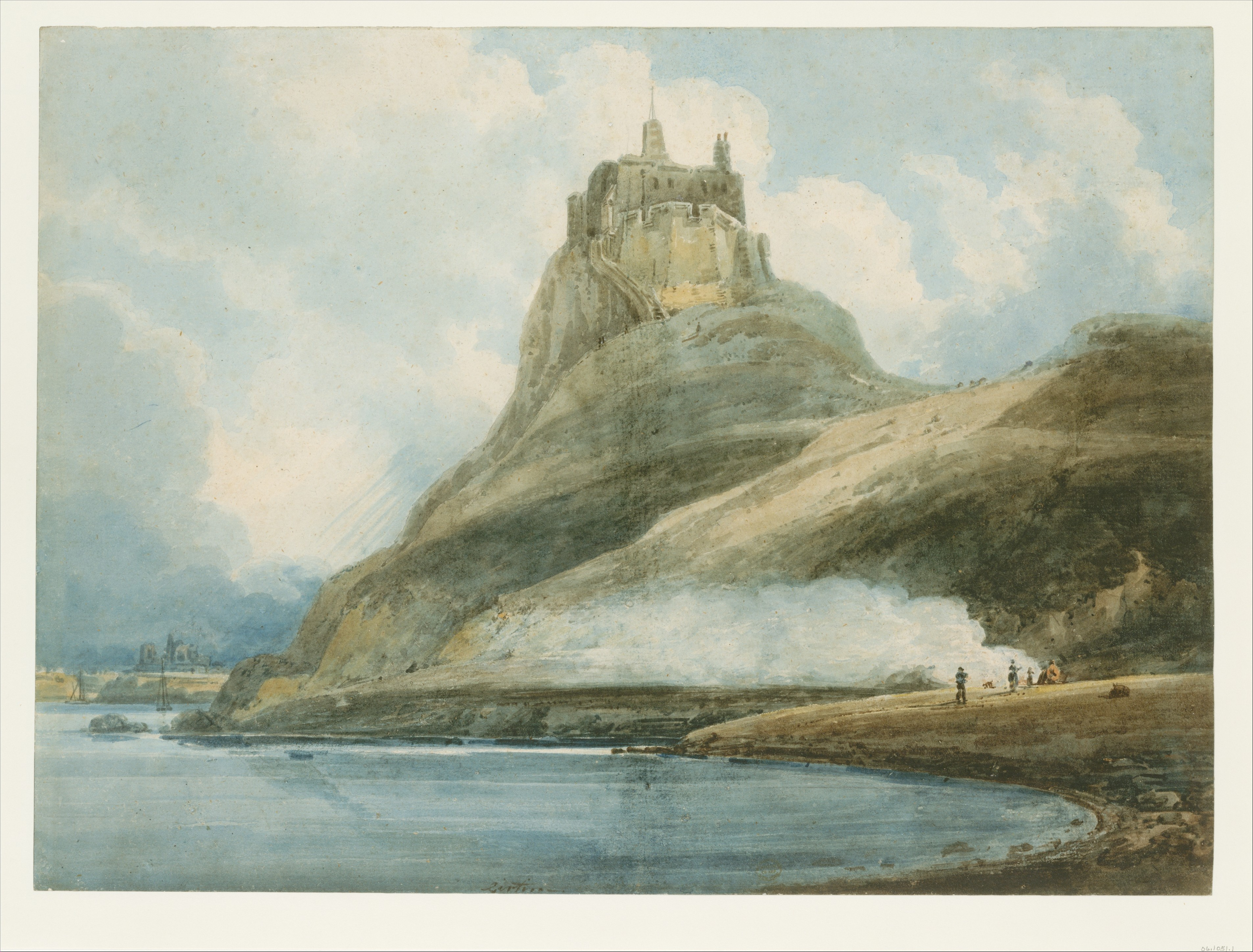
Lindisfarne Castle, Holy Island, Northumberland
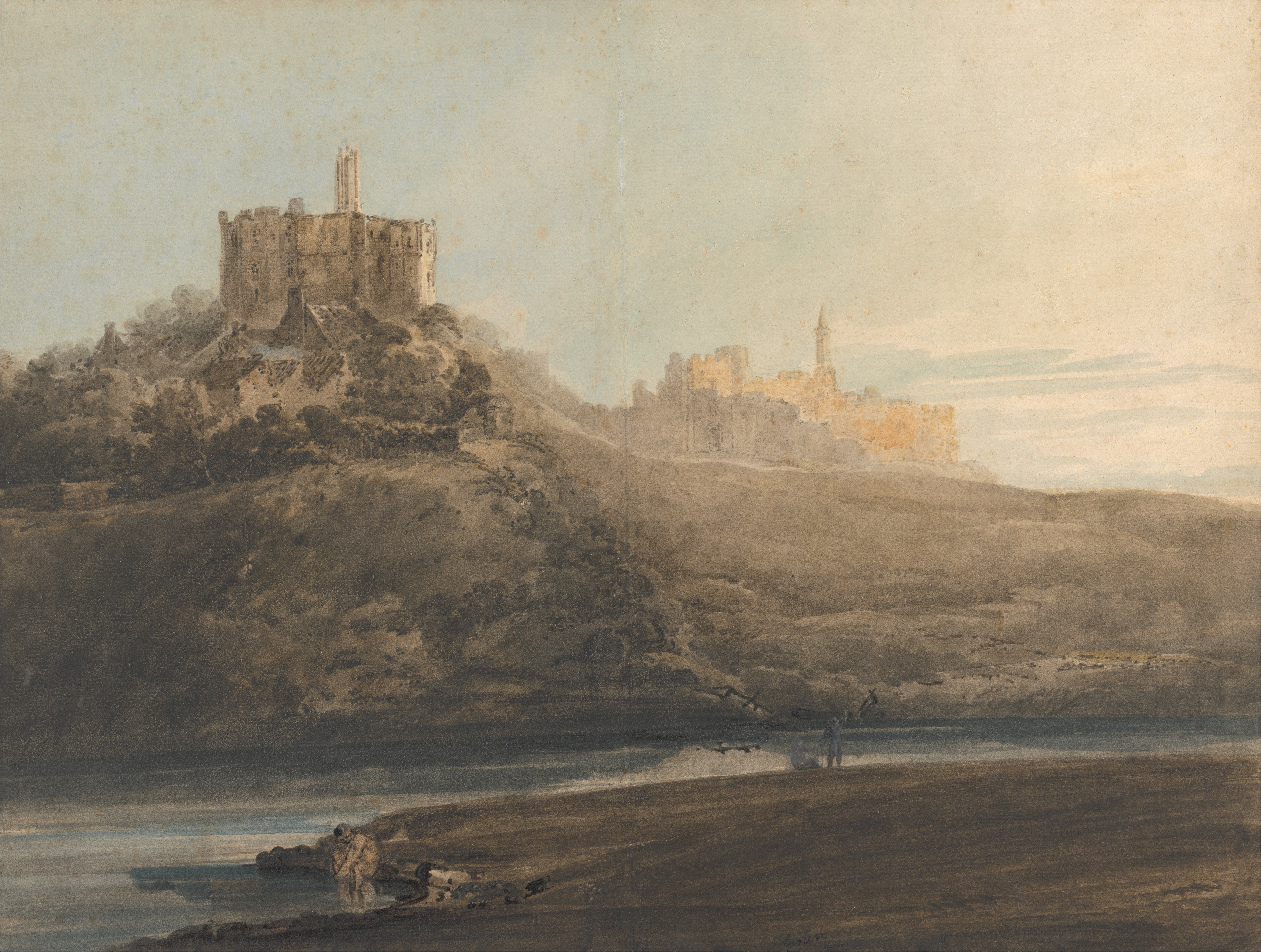
Warkworth Castle, Northumberland
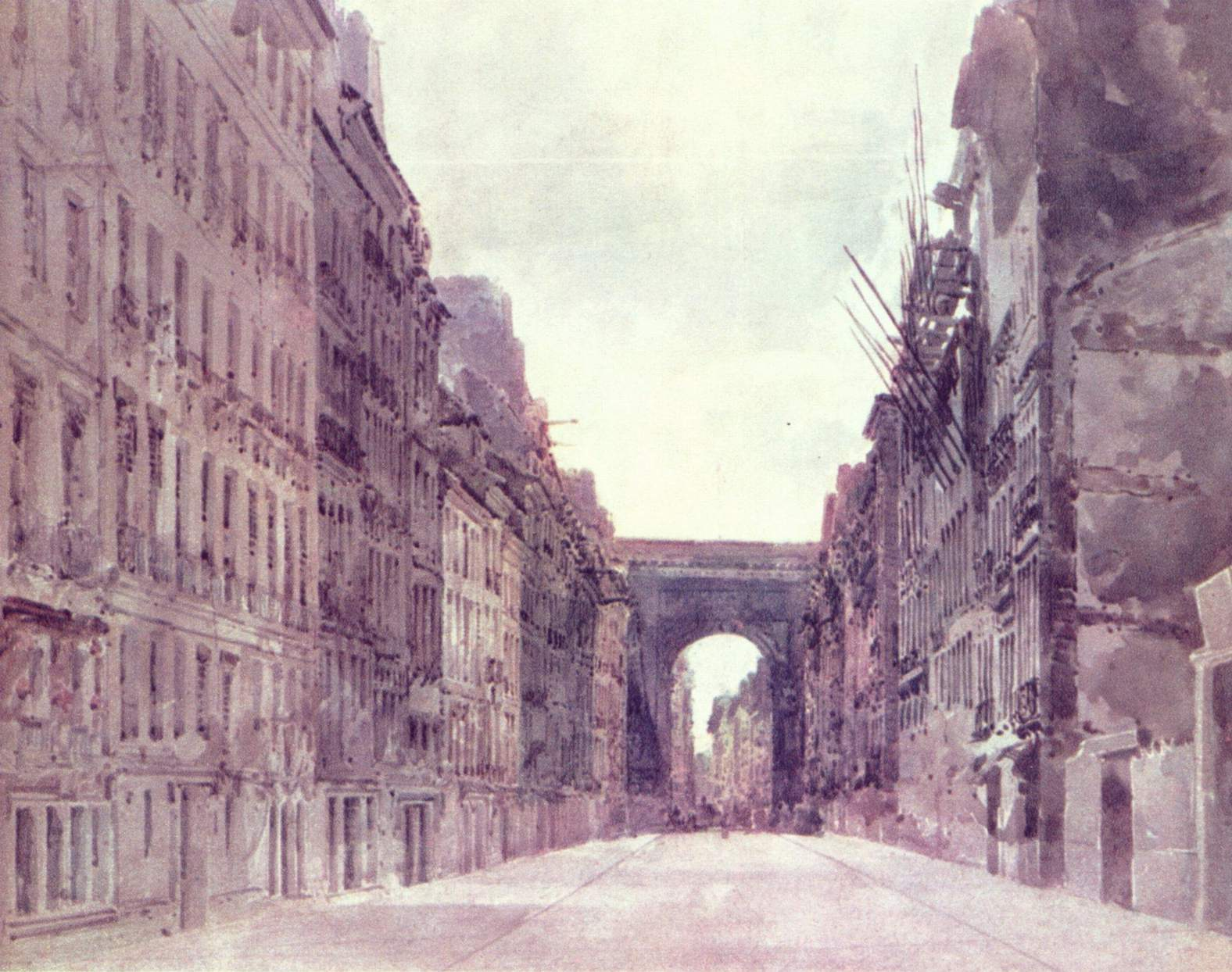
パリ、サン＝ドニ通り

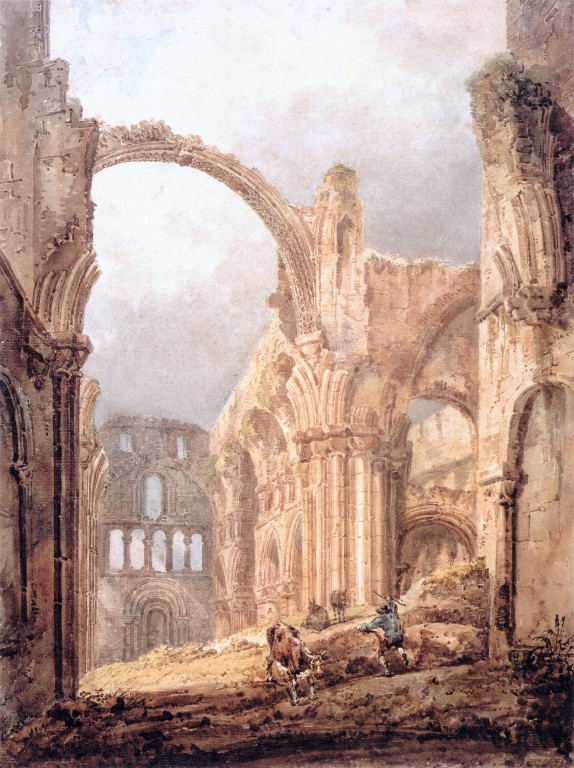
リンディスファーン修道院の遺跡
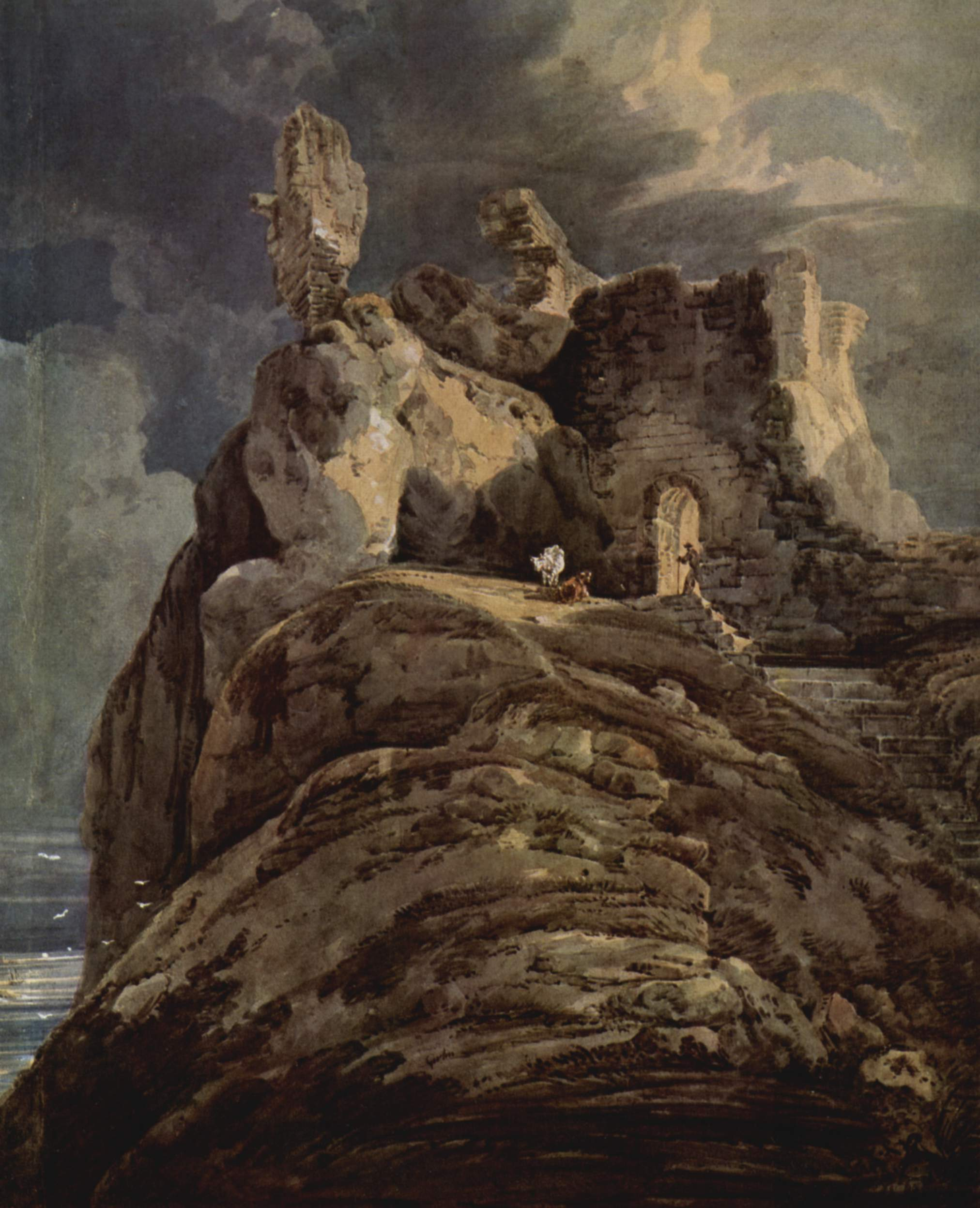
ノーサンバーランドの古城
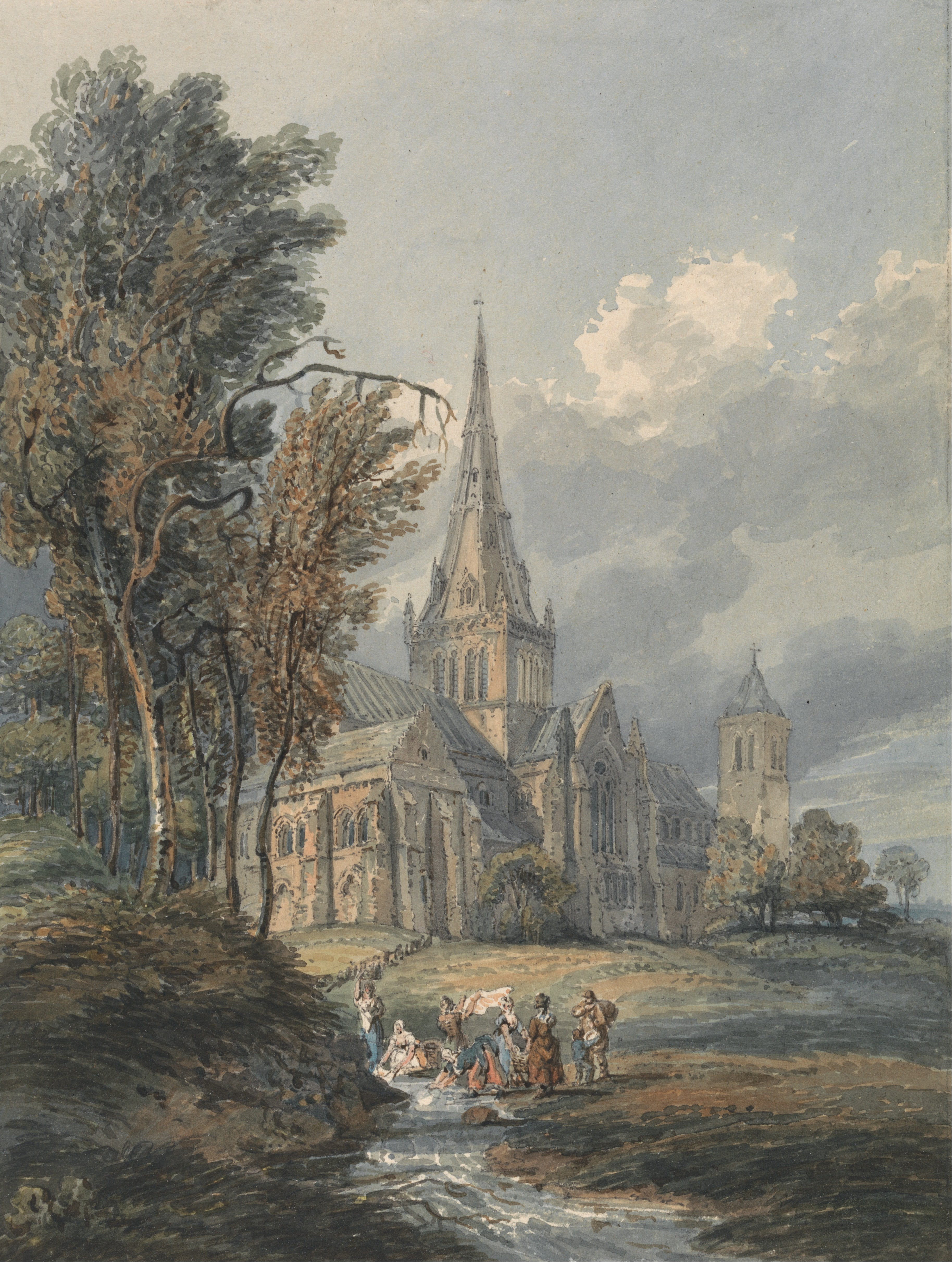
グラスゴーの聖堂
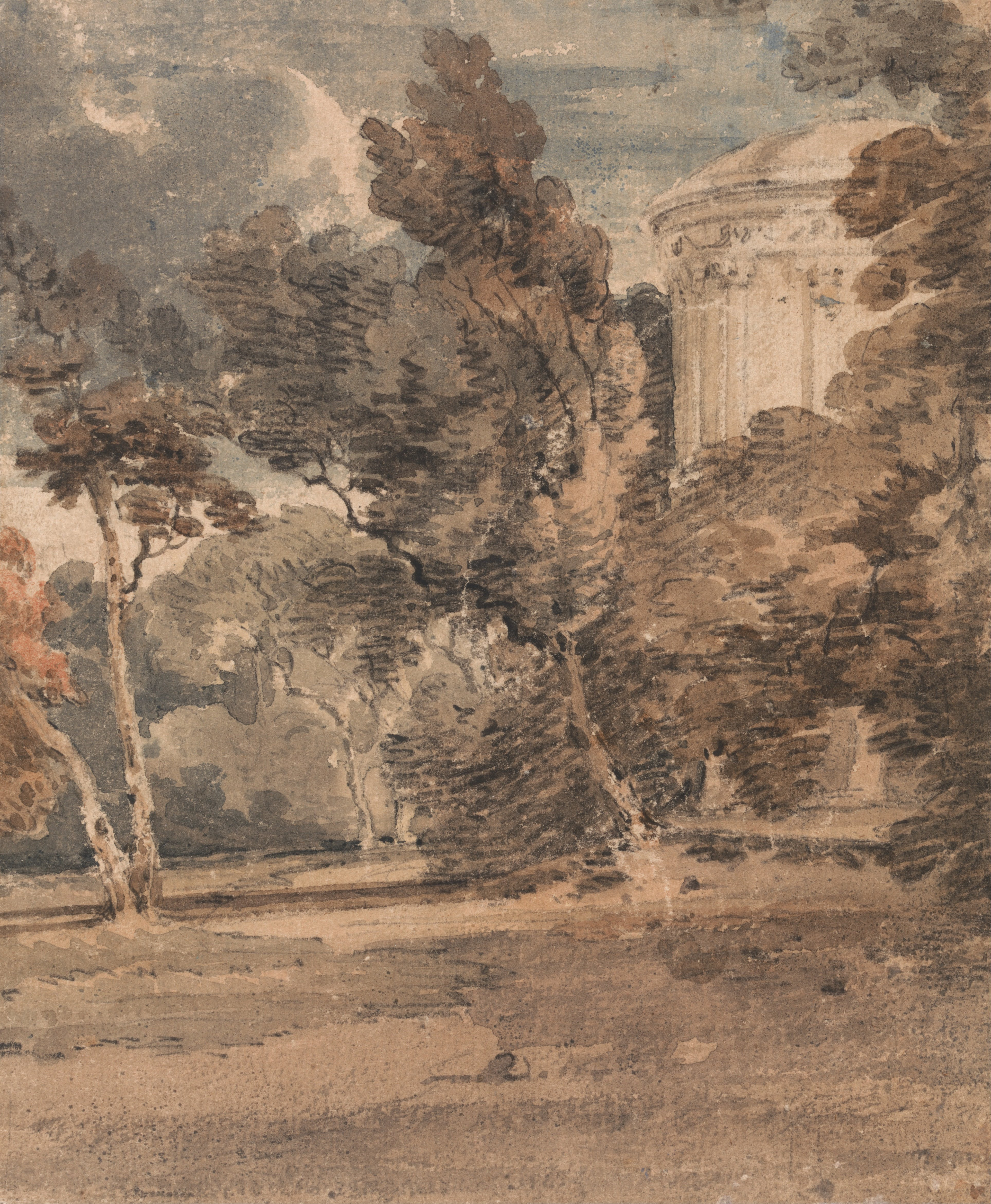
Temple in Harewood Park